# Liste von Burgen, Festungen und Schlössern im Landkreis Bad Dürkheim
Die Liste von Burgen, Festungen und Schlössern im Landkreis Bad Dürkheim nennt Burgen, Festungen und Schlösser im heutigen Landkreis Bad Dürkheim.
| Bauwerk                                               | Gemeinde                     | Baujahr (Zeitraum)                             | Bauherr                                                                                      | Zustand | siehe auch                   |
| ----------------------------------------------------- | ---------------------------- | ---------------------------------------------- | -------------------------------------------------------------------------------------------- | --- | ---------------------------- |
| Affensteinische Burg Dirmstein (Mittelburg, Wedeburg) | Dirmstein                    | weit vor 1510                                  | von Urzlingen, von Werlerswaß, von der Hauben, von Affenstein                                | Wasserburg, 1748 niedergelegt, keine Reste                                                                 |                              |
| Burg Altleiningen                                     | Altleiningen                 | 1100–1110                                      | Leininger Grafen (urspr. Stammburg „Leiningen“): Emich I./Emich II.                          | Ruine (1) 1525, (2) 1690, teilrenoviert                                                                    |                              |
| Burg Battenberg                                       | Battenberg (Pfalz)           | ?                                              | Leininger Grafen?                                                                            | Ruine seit 1690 (dürftig)                                                                                  |                              |
| Bischöfliches Schloss                                 | Dirmstein                    | nach 1240, vor 1414                            | Bischof von Worms                                                                            | Kriegsschaden 1525, teilrenoviert, heute Hofgut                                                            |                              |
| Burg Breitenstein                                     | Esthal                       | 1. Hälfte des 13. Jh.                          | Leininger Grafen                                                                             | Ruine (seit 1470?)                                                                                         |                              |
| Schloss Deidesheim                                    | Deidesheim                   | vermutlich Mitte 13. Jahrhundert               | Fürstbischof von Speyer                                                                      | 1689 und 1794 nahezu völlig zerstört, Anfang 19. Jahrhundert mit veränderten Bauentwürfen wieder aufgebaut |                              |
| Burg Elmstein                                         | Elmstein                     | 12. Jh.                                        | Pfalzgrafen bei Rhein                                                                        | Ruine seit 1689 (dürftig)                                                                                  |                              |
| Emichsburg                                            | Bockenheim an der Weinstraße | 11. Jh.                                        | Leininger Grafen                                                                             | Ruine seit (1) 1460, (2) 1471, (3) 1797/98 (dürftig)                                                       | Mainzer Stiftsfehde          |
| Burg Erfenstein                                       | Esthal                       | vor 1272                                       | Leininger Grafen                                                                             | Ruine seit 1470                                                                                            | Sage von der Ledernen Brücke |
| Hardenburg                                            | Bad Dürkheim                 | 1205/14                                        | Leininger Grafen                                                                             | Kriegsschäden zwischen 1398 und 1525, Ruine seit 1794                                                      | Kloster Limburg              |
| Burg Haßloch                                          | Haßloch                      | um 1421                                        | Leiningen                                                                                    | In der Pfälzischen Fehde 1461 zerstört und geschleift, 1506 nur noch als Burgstadel erwähnt                |                              |
| Heidenlöcher (Fliehburg)                              | Deidesheim                   | 9. oder 10. Jh.                                | Karolinger oder Ottonen                                                                      | Ruine (dürftig)                                                                                            |                              |
| Heidenmauer                                           | Bad Dürkheim                 | 500 v. Chr.                                    | Kelten                                                                                       | Ruine (dürftig)                                                                                            |                              |
| Schloss Heidesheim                                    | Obrigheim (Pfalz)            |                                                |                                                                                              | |                              |
| Jagdschloss Kehrdichannichts                          | Bad Dürkheim                 | 1. Hälfte des 18. Jh.                          | Graf Friedrich Magnus von Leiningen                                                          | teilrenoviert (ohne Obergeschoss)                                                                          |                              |
| Koeth-Wanscheidsches Schloss                          | Dirmstein                    | vor 1746                                       | Wilhelm von Riesmann                                                                         | restauriert                                                                                                |                              |
| Burg Lichtenstein                                     | Neidenfels                   | um 1200                                        | Staufer                                                                                      | Ruine seit 1281                                                                                            |                              |
| Jagdschloss Murrmirnichtviel                          | Bad Dürkheim                 | ?                                              | Kurfürsten von der Pfalz                                                                     | Ruine (dürftig)                                                                                            |                              |
| Burg Neidenfels                                       | Neidenfels                   | um 1330                                        | Pfalzgraf Rudolf II.                                                                         | Ruine seit 1689                                                                                            |                              |
| Burg Neuleiningen                                     | Neuleiningen                 | 1238–41                                        | Leininger Grafen: Friedrich III.                                                             | Ruine 1690, teilrenoviert                                                                                  |                              |
| Nonnenfels                                            | Isenachtal                   | Vermutungen ab 1000 bis 1300                   | Vermutungen Leininger Grafen                                                                 | Ruine |                              |
| Quadtsches Schloss                                    | Dirmstein                    | 1. Hälfte des 18. Jh. (Umbau aus Klosterruine) | Familie von Quadt                                                                            | restauriert                                                                                                |                              |
| Schloss Ruppertsberg                                  | Ruppertsberg                 | Vermutlich im 13. Jh.                          | Ritter von Ruppertsberg, Herren von Dalberg                                                  | Ruine (1) 1525, (2) 1794; Reste mit Wohnhäusern überbaut                                                   |                              |
| Jagdschloss Schaudichnichtum                          | Bad Dürkheim                 | ?                                              | Kurfürsten von der Pfalz                                                                     | Ruine (dürftig)                                                                                            |                              |
| Sturmfedersches Schloss                               | Dirmstein                    | (1) 13. Jh. (2) 1736 und um 1780               | (1) Ritter Lerch von Dirmstein (2) Marsilius Franz Sturmfeder von Oppenweiler und Nachkommen | restauriert                                                                                                | Caspar Lerch                 |
| Wachtenburg                                           | Wachenheim an der Weinstraße | 12. Jh.                                        | Salier oder Staufer                                                                          | Ruine (1) 1471, (2) 1689, teilrenoviert                                                                    |                              |